# Powiat Saatzig

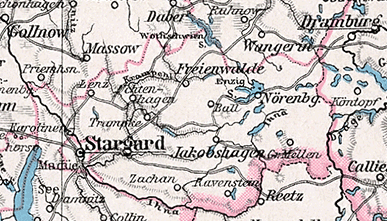
Mapa powiatu szadzkiego z 1905 r.

Powiat Saatzig (niem. Landkreis Saatzig, Kreis Saatzig; pol. powiat szadzki) – dawny powiat na terenie kolejno Prus, Cesarstwa Niemieckiego, Republiki Weimarskiej oraz III Rzeszy, istniejący od 1818 do 1945. Należał do rejencji szczecińskiej, w prowincji Pomorze. Stolicą powiatu był Stargard. Teren dawnego powiatu leży obecnie w Polsce, w województwie zachodniopomorskim.
Powiat Saatzig powstał w wyniku reformy administracyjnej Królestwa Prus, przeprowadzonej po kongresie wiedeńskim 1 stycznia 1818. W 1901 z powiatu wydzielono miasto Stargard, które funkcjonowało jako osobny powiat grodzki, ale pozostało siedzibą urzędu powiatu Saatzig. Wiosną 1945 obszar powiatu zdobyły wojska 2 Frontu Białoruskiego Armii Czerwonej. Po odejściu wojsk frontowych, powiat na podstawie uzgodnień jałtańskich został przekazany polskiej administracji. Jeszcze w tym samym roku zmieniono nazwę powiatu na powiat stargardzki, nie zmieniając znacząco granic.
W 1939 roku powiat zamieszkiwało 43 019 osób, z czego 41 511 ewangelików, 959 katolików, 129 pozostałych chrześcijan i 36 Żydów, zaś w 1900 - 69 762 osób
1 stycznia 1945 na terenie powiatu znajdowały się cztery miasta:
- Freienwalde in Pommern (Chociwel, 3 411 mieszk[2].)
- Jacobshagen (Dobrzany, 1.986 mieszk[2].)
- Nörenberg (Ińsko, 3 040 mieszk[2].)
- Zachan (Suchań, 1 302 mieszk[2].)

## Herb powiatu szadzkiego
W 1928 roku powiat otrzymał herb wg projektu radcy Rosenbauma i Ehrenbuscha z Greifswaldu, o dość skomplikowanym układzie, będącym rezultatem kompilacji herbów miast powiatu.
W górnym prawym polu herb przedstawiał on trzy chabry, w polu poniżej herb Chociwla. Lewe górne pole zajmował czerwony orzeł brandenburski z herbu Ińska, poniżej niego w polu środkowym widniał herb Suchania, a pole dolne zajmował herb Dobrzan. Na całość położono tarczę sercową z herbem stołecznego Stargardu.